# Стажино (Мазовецьке воєводство)
Стажино (пол. Starzyno) — село в Польщі, у гміні Вишогруд Плоцького повіту Мазовецького воєводства.
Населення — 65 осіб (2011).
У 1975-1998 роках село належало до Плоцького воєводства.

## Демографія
Демографічна структура станом на 31 березня 2011 року:
|          | Загалом | Допрацездатний вік | Працездатний вік | Постпрацездатний вік |
| -------- | ------- | ------------------ | ---------------- | -------------------- |
| Чоловіки | 30      | 7                  | 21               | 2                    |
| Жінки    | 35      | 4                  | 20               | 11                   |
| Разом    | 65      | 11                 | 41               | 13                   |